# This is GRAVITATION Vol.3
「This is GRAVITATION Vol.3」（ディス イズ グラビテーション ボリューム3）は、2015年8月12日にリリースされたコタニキンヤ.の5枚目のシングル（BAD LUCK、コタニキンヤ、キンヤ名義でリリースされた作品を含めると通算16枚目）。発売元はDarwin Record。

## 概要
アニメ「グラビテーション」で使用された楽曲のカバーシングル第3弾。オリコン週間シングルチャートでは192位を記録。累計売上は247枚。
OVA「グラビテーション」EDテーマ「Smashing Blue」、テレビアニメ「グラビテーション」EDテーマ「Glaring Dream」、同挿入歌「anti nostalgic」のセルフカバーのほか、木村由姫の「LOVE & JOY」をカバー。ジャケットは原作者の村上真紀による書き下ろし。
スーパーバイザーとして浅倉大介が監修を手掛け、アレンジは岡ナオキ、清水武仁、籠島裕昌が担当。レコーディングにはギターに平井武士が参加している。

## 収録曲
1. LOVE & JOY
  - 作詞：麻倉真琴　作曲：浅倉大介　編曲：岡ナオキ
2. Smashing Blue
  - 作詞・作曲：Mad Soldiers　編曲：清水武仁
3. anti nostalgic
  - 作詞・作曲：Mad Soldiers　編曲：籠島裕昌
4. Glaring Dream
  - 作詞・作曲：Mad Soldiers　編曲：籠島裕昌